# 雷博滕
50°16′51″N 34°47′20″E / 50.28083°N 34.78889°E
雷博滕（羅馬化：Ryboten）是位於烏克蘭東北部的村莊，由蘇梅州奥赫蒂尔卡区的切爾內奇納市鎮負責管轄。該村處於沃爾斯克拉河右岸，距離切爾內奇納2公里，海拔高度131米。